# 格里坪站
格里坪站是一个成昆线渡口支线的终点站，位于四川省攀枝花市西区格里坪镇。建于1970年，目前为四等站。
1981年7月9日始发于本站开往成都的442次直快旅客列车，在行至成昆铁路奶奶包隧道附近时因泥石流冲毁桥梁，发生了中国铁路历史上旅客伤亡最为惨重的列车坠桥事故。